# Синельников, Виктор Павлович
Виктор Павлович Синельников (1917—1992) — сержант Рабоче-крестьянской Красной Армии, участник Великой Отечественной войны, Герой Советского Союза (1945).

## Биография
Виктор Синельников родился 2 ноября 1917 года в Самаре. После окончания неполной средней школы работал слесарем. В 1939 году Синельников был призван на службу в Рабоче-крестьянскую Красную Армию. С октября 1941 года — на фронтах Великой Отечественной войны.
К июлю 1944 года гвардии сержант Виктор Синельников командовал отделением 243-го гвардейского стрелкового полка 84-й гвардейской стрелковой дивизии 11-й гвардейской армии 3-го Белорусского фронта. Участвовал в сражениях на территории Литовской ССР. 15 июля 1944 года отделение Синельникова одним из первых переправилось через Неман в районе Алитуса и приняло активное участие в боях за захват и удержание плацдарма на его западном берегу.
Указом Президиума Верховного Совета СССР от 24 марта 1945 года за «образцовое выполнение боевых заданий командования на фронте борьбы с немецкими захватчиками и проявленные при этом мужество и героизм» гвардии сержант Виктор Синельников был удостоен высокого звания Героя Советского Союза с вручением ордена Ленина и медали «Золотая Звезда» за номером 7785.
После окончания войны Синельников был демобилизован. Проживал и работал в Самаре. Умер 13 октября 1992 года, похоронен на Рубёжном кладбище Самары.
Был также награждён орденами Отечественной войны 1-й степени и Красной Звезды, рядом медалей.